# Anār Jār
Anār Jār (persiska: انار جار) är en ort i Iran.   Den ligger i provinsen Mazandaran, i den norra delen av landet, 100 km nordost om huvudstaden Teheran. Anār Jār ligger 46 meter över havet och antalet invånare är 262.
Terrängen runt Anār Jār är varierad. Runt Anār Jār är det ganska glesbefolkat, med 39 invånare per kvadratkilometer. Närmaste större samhälle är Nūr, 7,4 km norr om Anār Jār. I omgivningarna runt Anār Jār växer i huvudsak blandskog.